# Rodinný hřbitov Dobrzenských
Rodinný hřbitov Dobrzenských je ohrazené pohřebiště chotěbořské větve hraběcího rodu Dobrzenských z Dobrzenicz (Dobřenských z Dobřenic) v Chotěboři v okrese Havlíčkův Brod. Nachází se přibližně jeden kilometr na severovýchod od chotěbořského zámku na mírném návrší ve výšce téměř 480 metrů nad mořem. Směrem od rybníka Obora vede ke hřbitovu alej. Hřbitov byl určen pro majitele chotěbořského velkostatku a zámku, který se dostal do vlastnictví Dobrzenských prostřednictvím sňatku Jana Josefa II. Dobrzenského z Dobrzenicz (1812–1869) s Marií Bedřiškou Vančurovou z Řehnic (1814–1847).
Na hřbitově se pohřbívá od konce 19. století. Kromě několika stromů a keřů je dominantou hřbitova kamenný kříž, v dolní části ozdobený rodovým erbem, a za ním kamenná lavička. Nacházejí se na konci hřbitova v jeho ose.

## Seznam pohřbených
Na rodinném hřbitově bylo pochováno osm členů Dobrzenských. Seznam vychází z nápisů na náhrobcích. 

### Chronologicky podle data úmrtí
V tabulce jsou uvedeny základní informace o pohřbených. Fialově jsou vyznačeni příslušníci Dobrzenských z Dobrzenic,  žlutě jsou vyznačeny přivdané manželky, pokud zde byly pohřbeny. Červeně jsou vyznačeni majitelé panství, resp. statku Chotěboř. Přestože český kronikář a fabulátor Václav Hájek z Libočan klade vznik rodu k roku 781, pocházejí první historické zmínky ze 14. století. V roce 1744 byli bratři Václav Petr (1710–1783), František Karel (1713–1755) a Jan Josef I. Dobrzenský z Dobrzenicz (1721–1796) povýšeni do stavu svobodných pánů. V roce 1906 byl rod povýšen do hraběcího stavu. Zde jsou generace počítány od Jana I. Dobrzenského z Dobrzenicz († asi 1408). U manželek je generace v závorce a týká se generace manžela. Děti jsou vypsány v poznámce u matky, avšak pokud byla matka pohřbena jinde, jsou děti uvedeny v poznámce u otce. 
| Po-řadí | Gene-race | Jméno pohřbeného                                | Datum a místo narození                                                                    | Otec                                                                                                  | Datum a místo sňatku, choť | Pohřeb a uložení do hrobky | Poznámky |
| Po-řadí | Gene-race | Jméno pohřbeného                                | Datum a místo úmrtí                                                                       | Matka                                                                                                 | Datum a místo sňatku, choť | Pohřeb a uložení do hrobky | Poznámky |
| ------- | --------- | ----------------------------------------------- | ----------------------------------------------------------------------------------------- | --- | --- | --- | --- |
| 1.      | 15.       | Ludvík Dobrzenský z Dobrzenicz                  | 31. 1. 1844                                                                               | Jan Josef II. Dobrzenský z Dobrzenicz 19. 7. 1812 Praha – 25. 12. 1869 Chotěboř                       | | Pohřben 23. 5.1898. | Majitel usedlosti v Rochňovci. Mladší bratr Jana Václava II. (č. 3). Zemřel ve věku 54 let na trombózu mozkových tepen následkem rozedmy plic. |
| 1.      | 15.       | Ludvík Dobrzenský z Dobrzenicz                  | 21. 5. 1898 Chotěboř (Rochňovec)                                                          | Marie Bedřiška Vančurová z Řehnic 6. 3. 1814 Chotěboř – 19. 2. 1847                                   | | Pohřben 23. 5.1898. | Majitel usedlosti v Rochňovci. Mladší bratr Jana Václava II. (č. 3). Zemřel ve věku 54 let na trombózu mozkových tepen následkem rozedmy plic. |
| 2.      | 16.       | Jaroslav Dobrzenský z Dobrzenicz                | 16. 4. 1872 Chotěboř                                                                      | Jan Václav II. Dobrzenský z Dobrzenicz (č. 3)                                                         | | Nejprve pohřben v Haliči, po převozu pohřben 2. 5. 1916 na rodinném hřbitově v Chotěboři královéhradeckým biskupem Josefem Doubravou. | Komtur řádu maltézských rytířů, c. k. rytmistr 6. pluku dragounů. |
| 2.      | 16.       | Jaroslav Dobrzenský z Dobrzenicz                | 8. 9. 1914 padl u osady Ričky (Rzyczki, politický okres Rava-Ruska, Halič) v bitvě o Lvov | Alžběta Josefa Kottulinská z Kottulinu (č.4)                                                          | | Nejprve pohřben v Haliči, po převozu pohřben 2. 5. 1916 na rodinném hřbitově v Chotěboři královéhradeckým biskupem Josefem Doubravou. | Komtur řádu maltézských rytířů, c. k. rytmistr 6. pluku dragounů. |
| 3.      | 15.       | Jan Václav II. Dobrzenský z Dobrzenicz          | 28. 3. 1841 Chotěboř                                                                      | Jan Josef II. Dobrzenský z Dobrzenicz 19. 7. 1812 Praha – 25. 12. 1869 Chotěboř                       | 1. 5. 1869 Štýrský Hradec: Alžběta Josefa Kottulinská z Kottulinu (č. 4)                                                          | Pohřben 18. 1. 1919 na vlastním hřbitově.                                                                                             | Dne 21. února 1906 byl povýšen do rakouského hraběcího stavu, c. k. komoří (1879) a tajný rada (1898). Doživotní (1895) a dědičný člen Panské sněmovny rakouské Říšské rady (1912), poslanec Českého zemského sněmu. Genealog. Majitel statků Chotěboř a Nejepín. Zemřel ve věku 77 let na marasmus senilis. |
| 3.      | 15.       | Jan Václav II. Dobrzenský z Dobrzenicz          | 14. 1. 1919 Chotěboř                                                                      | Marie Bedřiška Vančurová z Řehnic 6. 3. 1814 Chotěboř – 19. 2. 1847                                   | 1. 5. 1869 Štýrský Hradec: Alžběta Josefa Kottulinská z Kottulinu (č. 4)                                                          | Pohřben 18. 1. 1919 na vlastním hřbitově.                                                                                             | Dne 21. února 1906 byl povýšen do rakouského hraběcího stavu, c. k. komoří (1879) a tajný rada (1898). Doživotní (1895) a dědičný člen Panské sněmovny rakouské Říšské rady (1912), poslanec Českého zemského sněmu. Genealog. Majitel statků Chotěboř a Nejepín. Zemřel ve věku 77 let na marasmus senilis. |
| 4.      | (15.)     | Alžběta Josefa Kottulinská z Kottulinu          | 24. 3. 1850 Štýrský Hradec                                                                | Josef Kottulinský z Kottulinu                                                                         | 1. 5. 1869 Štýrský Hradec: Jan Václav II. Dobrzenský z Dobrzenicz (č. 3)                                                          | Pohřbena 8. 2. 1929. | Dáma Řádu hvězdového kříže (1872) a palácová dáma, obětavá propagátorka zdravotnictví. Zemřela ve věku 78 let na arteriosclerosis - paralysis cordis. Narodily se jí následující děti: - 1. Jan Josef III. (1870–1947; č. 5) - 2. Otokar (1871–1952) - 3. Jaroslav (1872–1914, č. 2) - 4. Marie Elisabeth, provd. d'Orléans-Braganza (1875–1951; pohřbena v katedrále sv. Petra z Alcantary v Petrópolisu, Brazílie), manželka následníka brazilského trůnu - 5. Karel Kunata (1877–1939)                                              |
| 4.      | (15.)     | Alžběta Josefa Kottulinská z Kottulinu          | 4. 2. 1929 Chotěboř                                                                       | Adelheid z Attemsu                                                                                    | 1. 5. 1869 Štýrský Hradec: Jan Václav II. Dobrzenský z Dobrzenicz (č. 3)                                                          | Pohřbena 8. 2. 1929. | Dáma Řádu hvězdového kříže (1872) a palácová dáma, obětavá propagátorka zdravotnictví. Zemřela ve věku 78 let na arteriosclerosis - paralysis cordis. Narodily se jí následující děti: - 1. Jan Josef III. (1870–1947; č. 5) - 2. Otokar (1871–1952) - 3. Jaroslav (1872–1914, č. 2) - 4. Marie Elisabeth, provd. d'Orléans-Braganza (1875–1951; pohřbena v katedrále sv. Petra z Alcantary v Petrópolisu, Brazílie), manželka následníka brazilského trůnu - 5. Karel Kunata (1877–1939)                                              |
| 5.      | 16.       | Jan Josef III. Dobrzenský z Dobrzenicz          | 29. 4. 1870 Chotěboř                                                                      | Jan Václav II. Dobrzenský z Dobrzenicz (č. 3)                                                         | 25. 4. 1907 Štýrský Hradec: Rosa (Růžena) z Trauttmansdorff-Weinsbergu 17. 5. 1879 Bad Gleichenberg – 2. 9. 1967 Bad Gleichenberg | | C. k. komoří (1894), poslanec Českého zemského sněmu, československý štábní kapitán, předseda českého Jockey Klubu. Majitel statku Chotěboř. Signatář šlechtické deklarace o sounáležitosti s českým národem ze září 1939. Narodily se mu následující děti: - 1. Elisabeth (Alžběta, 1909–1989; pohřbena na hřbitově v Bad Gleichenbergu) - 2. Jan Nepomuk Maxmilián (1911–1996; č. 6) - 3 Anna Marie, provd. Stubenberg (1912–2008; pohřbena na hřbitově v Bad Gleichenbergu) Manželka byla pohřbena na hřbitově v Bad Gleichenbergu. |
| 5.      | 16.       | Jan Josef III. Dobrzenský z Dobrzenicz          | 13. 4. 1947 Chotěboř                                                                      | Alžběta Josefa Kottulinská z Kottulinu (č. 4)                                                         | 25. 4. 1907 Štýrský Hradec: Rosa (Růžena) z Trauttmansdorff-Weinsbergu 17. 5. 1879 Bad Gleichenberg – 2. 9. 1967 Bad Gleichenberg | | C. k. komoří (1894), poslanec Českého zemského sněmu, československý štábní kapitán, předseda českého Jockey Klubu. Majitel statku Chotěboř. Signatář šlechtické deklarace o sounáležitosti s českým národem ze září 1939. Narodily se mu následující děti: - 1. Elisabeth (Alžběta, 1909–1989; pohřbena na hřbitově v Bad Gleichenbergu) - 2. Jan Nepomuk Maxmilián (1911–1996; č. 6) - 3 Anna Marie, provd. Stubenberg (1912–2008; pohřbena na hřbitově v Bad Gleichenbergu) Manželka byla pohřbena na hřbitově v Bad Gleichenbergu. |
| 6.      | 17.       | Jan Nepomuk Maxmilián Dobrzenský z Dobrzenicz   | 19. 6. 1911 Chotěboř                                                                      | Jan Josef III. Dobrzenský z Dobrzenicz (č. 5)                                                         | 22. 8. 1945 Dolní Beřkovice: Leopoldina Lobkowiczová (č. 8)                                                                       | | Signatář šlechtické deklarace o sounáležitosti s českým národem ze září 1939. Majitel statků Chotěboř, Dobkov, Nejepín a Rochňov. Jeho kenotaf se nachází na Římskokatolickém hřbitově sv. Antonína Paduánského (St. Anthony of Padua Roman Catholic Cemetery) v Haliburtonu. |
| 6.      | 17.       | Jan Nepomuk Maxmilián Dobrzenský z Dobrzenicz   | 7. 2. 1996 Havlíčkův Brod                                                                 | Rosa (Růžena) z Trauttmansdorff-Weinsbergu 17. 5. 1879 Bad Gleichenberg – 2. 9. 1967 Bad Gleichenberg | 22. 8. 1945 Dolní Beřkovice: Leopoldina Lobkowiczová (č. 8)                                                                       | | Signatář šlechtické deklarace o sounáležitosti s českým národem ze září 1939. Majitel statků Chotěboř, Dobkov, Nejepín a Rochňov. Jeho kenotaf se nachází na Římskokatolickém hřbitově sv. Antonína Paduánského (St. Anthony of Padua Roman Catholic Cemetery) v Haliburtonu. |
| 7.      | (18.)     | Diana Hoppenot                                  | 27. 8. 1945 Montfort-l'Amaury, Francie                                                    | Roger Hoppenot                                                                                        | 29. 3. 1974 Paříž: Jan Josef IV. Dobrzenský * 14. 6. 1946 Praha                                                                   | | Narodily se jí následující děti: - 1. Anna Clotilde, provd. Gravier de Vergenes (* 1976) - 2. Jan Václav III. (* 1977) - 3. Leopoldine (* 1982) - 4. Sophie (* 1983) |
| 7.      | (18.)     | Diana Hoppenot                                  | 24. 12. 2018                                                                              | Elisabeth de Cadoine de Gabriac                                                                       | 29. 3. 1974 Paříž: Jan Josef IV. Dobrzenský * 14. 6. 1946 Praha                                                                   | | Narodily se jí následující děti: - 1. Anna Clotilde, provd. Gravier de Vergenes (* 1976) - 2. Jan Václav III. (* 1977) - 3. Leopoldine (* 1982) - 4. Sophie (* 1983) |
| 8.      | (17.)     | Leopoldina Lobkowiczová (dolnobeřkovická linie) | 14. 11. 1926 Dolní Beřkovice                                                              | Leopold z Lobkowicz 7. 7. 1888 Dolní Beřkovice – 15. 5. 1933 Praha                                    | 22. 8. 1945 Dolní Beřkovice: Jan Nepomuk Maxmilian Dobrzenský z Dobrzenicz (č. 6)                                                 | | Dáma Maltézského řádu. Její kenotaf se nachází na Římskokatolickém hřbitově sv. Antonína Paduánského (St. Anthony of Padua Roman Catholic Cemetery) v Haliburtonu. Narodily se jí následující děti: - 1. Jan Josef IV. (* 1946) - 2. Zdislava, provd. Crombie (rozv.; * 1947) - 3. Helene (* 1948) - 4. Marguerite (* 1952) - 5. Karel Kunata (1955–1980, pohřben na Římskokatolickém hřbitově sv. Antonína Paduánského v Haliburtonu)                                                                                                 |
| 8.      | (17.)     | Leopoldina Lobkowiczová (dolnobeřkovická linie) | 18. 3. 2021 Haliburton, Ontario, Kanada                                                   | Franziska von Montenuovo 22. 8. 1893 Margarethen am Moos, Dolní Rakousy – 3. 11. 1972 Wels            | 22. 8. 1945 Dolní Beřkovice: Jan Nepomuk Maxmilian Dobrzenský z Dobrzenicz (č. 6)                                                 | | Dáma Maltézského řádu. Její kenotaf se nachází na Římskokatolickém hřbitově sv. Antonína Paduánského (St. Anthony of Padua Roman Catholic Cemetery) v Haliburtonu. Narodily se jí následující děti: - 1. Jan Josef IV. (* 1946) - 2. Zdislava, provd. Crombie (rozv.; * 1947) - 3. Helene (* 1948) - 4. Marguerite (* 1952) - 5. Karel Kunata (1955–1980, pohřben na Římskokatolickém hřbitově sv. Antonína Paduánského v Haliburtonu)                                                                                                 |

### Podle uložení
|                                     | lavička |                                        |
| kříž                                |         |                                        |
|                                     |         |                                        |
| 4. Alžběta Josefa, roz. Kottulinská | vstup   | 5. Jan Josef III. Dobrzenský           |
| 3. Jan Václav II. Dobrzenský        | vstup   | 6. Jan Maxmilian Dobrzenský            |
|                                     | vstup   | 8. Lepoldina, roz. Lobkowiczová        |
|                                     | vstup   |                                        |
| 2. Jaroslav Dobrzenský              | vstup   | místo pro Jana Josefa IV. Dobrzenského |
|                                     | vstup   | 7. Diana, roz. Hoppenot                |
|                                     | vstup   |                                        |
|                                     | vstup   | 1. Ludvík Dobrzenský                   |
|                                     |         |                                        |
|                                     |         |                                        |

### Další pohřbení v Chotěboři
V Chotěboři byly pohřbeny i následující osoby.
| Po-řadí | Gene-race | Jméno pohřbeného                | Datum a místo narození  | Otec                                                                      | Datum a místo sňatku, choť | Pohřeb a uložení do hrobky | Poznámky                                                                                  |
| Po-řadí | Gene-race | Jméno pohřbeného                | Datum a místo úmrtí     | Matka                                                                     | Datum a místo sňatku, choť | Pohřeb a uložení do hrobky | Poznámky                                                                                  |
| ------- | --------- | ------------------------------- | ----------------------- | ------------------------------------------------------------------------- | -------------------------- | -------------------------- | ----------------------------------------------------------------------------------------- |
| x911.   | 17.       | Alžběta Dobrzenská z Dobrzenicz | 21. 8. 1909 Niepolomice | Otokar Dobrzenský z Dobrzenic 11. 5. 1871 Chotěboř – 15. 6. 1952 Chotěboř |                            | Pohřbena 4. 9. 1911.       | Vnučka Adolfa z Brudermannu a Amálie Strzygowské. Zemřela vě věku dvou let na zápal plic. |
| x911.   | 17.       | Alžběta Dobrzenská z Dobrzenicz | 2. 9. 1911 Chotěboř     | Gisela z Brudermannu 18. 12. 1886 Podgórze, Krakov – 23. 7. 1970 Vídeň    |                            | Pohřbena 4. 9. 1911.       | Vnučka Adolfa z Brudermannu a Amálie Strzygowské. Zemřela vě věku dvou let na zápal plic. |